# Carel Peeters

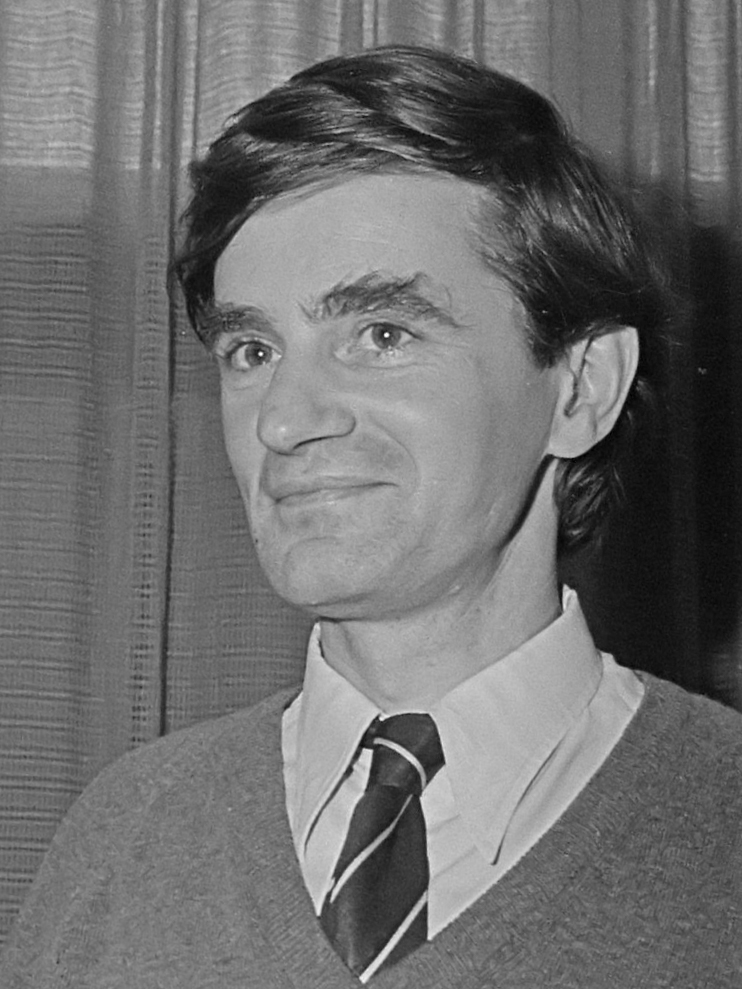
Carel Peeters (1981)

Carel G.H.A.A.M. Peeters (Nijmegen, 5 juni 1944) is een Nederlands literair criticus.
Peeters groeide op in Nijmegen, tot hij op zijn 14e met zijn ouders naar Amsterdam verhuisde. In 1964 ging hij Nederlandse taal- en letterkunde studeren aan de Universiteit van Amsterdam, schreef voor Het Parool zijn eerste literaire kritieken, maar studeerde uiteindelijk niet af. In 1970 werd hij assistent van Wim Zaal bij Elsevier Magazine. In 1973 stapte hij over naar het weekblad Vrij Nederland, waar hij de boekenbijlage opzette die in 1982 werd beloond met de CPNB-prijs. In 1997-1998 was Peeters ad interim hoofdredacteur van Vrij Nederland. Daarnaast was Peeters van 1987 tot 1992 bijzonder hoogleraar in de literaire kritiek aan de Vrije Universiteit Amsterdam.
Voor zijn kritisch en essayistisch werk, en met name voor zijn essaybundel Houdbare illusies, werd Peeters in 1985 de Dr. Wijnaendts Francken-prijs toegekend. In 2008 ontving hij de vijfjaarlijkse Jacobson-prijs.